# 우시마도정
우시마도정(牛窓町)은 오카야마현 남동부에 있던 정이다. 오쿠군에 속했다. 2004년 11월 1일, 오쿠군 오쿠정, 오사후네정과 합병해 세토우치시가 되었다. 동사무소는 세토우치 시청 우시마도 지소로 되어있다.

## 지리
서쪽 방향은 오카야마시와 접했고, 북쪽은 오쿠정, 동쪽과 남쪽은 세토 내해에 접했다. 특히 관광업에 주력하고 있어 '일본의 에게해'라고 칭하고 있다.현 유수의 양송이버섯 생산지이자 가가와 현의 쇼도시마와 함께 일본 양대 올리브 산지 중 하나이기도 하다.

## 역사
- 1889년 6월 1일 - 정촌제 시행에 의해 우시마도촌, 가시노촌, 나가하마촌, 오미야촌이 성립하였다.
- 1896년 2월 26일 - 우시마도촌이 정으로 승격해 우시마도정이 되었다.
- 1954년 10월 1일 - 가시노촌, 나가하마촌, 오미야촌과 합병해 (신) 우시마도정이 성립하였다.
- 1955년 3월 31일 - 오미야촌의 일부를 우시마도정에 편입하였다.
- 2004년 11월 1일 - 오쿠정, 오사후네정과 합병해 세토우치시가 탄생으로 소멸하였다.

## 경찰
- 오카야마 현경 세토우치 경찰서

## 스포츠
2004년 고교 총체, 시로 승격한 이후 2005년에 열린 맑은 나라 오카야마 국체에서는 세일링 경기 개최지가 되었다.